# Inwazja porywaczy ciał (film)
Inwazja porywaczy ciał (ang. Invasion of the Body Snatchers) – amerykański horror science-fiction w reżyserii Dona Siegela z 1956 roku na podstawie powieści Jacka Finneya pod tym samym tytułem. W 1994 roku został wprowadzony do Narodowego Rejestru Filmowego Stanów Zjednoczonych jako film „znaczący kulturowo, historycznie bądź estetycznie”.
W Polsce, film był jednym z 11 tytułów, które nie ukazały się w okresie komunizmu, pomimo zakupu licencji i praw do dystrybucji. Podobny los spotkał m.in. Kroniki Hellstroma, Łunę nad Drawą czy Wielką przygodę Zorro.

## Fabuła
Do Los Angeles przybywa psychiatra dr Hill na nagłą interwencję. W areszcie przetrzymywany jest przerażony mężczyzna deklarujący się jako lekarz i opowiada wydarzenia poprzedzające jego aresztowanie i przybycie do szpitala. Mężczyzna przedstawia się jako doktor Miles J. Bennell i, wracając do rodzinnej miejscowości Santa Mira, dostrzegł u niektórych osób silne przekonanie, że ich bliskich zastąpili identycznie wyglądające, obce osoby. Spotyka swoją byłą dziewczynę, Becky Driscoll, która niedawno wróciła do Santa Mira po rozwodzie.
Wieczorem Milesa wzywa jego przyjaciel Jack Belicec, który odkrył martwe ciało w swoim domu. Zastanawia ich brak odcisków palców czy wyraźnych rysów twarzy. Miles odwozi Becky do jej domu, gdzie niespodziewanie z piwnicy wychodzi ojciec kobiety. Tymczasem żona Jacka – Teddy z przerażeniem widzi, że trup zamienił w dokładną kopię jej męża. Miles łączy fakty i czując niebezpieczeństwo wobec Becky udaje się do jej domu. Przez ostrożność włamuje się do piwnicy Driscollów i odkrywa tam ciało Becky podobne do trupa Beliceców. Widząc w łóżku prawdziwą Becky, zabiera ją z mieszkania. Psychiatra Kauffman zostaje wezwany przez Milesa, jednak w mieszkaniu Beliceca ciało znika, podobnie sobowtór Becky. Kauffman stwierdza, że Miles padł ofiarą masowej histerii.
Następnego dnia wszystko się wydaje normalne w Santa Mira. Zwłaszcza, że ludzie deklarujący podmianę ich krewnych, szybko wracają do zdrowia. Belicecowie wprowadzają się do Milesa. Nocą podczas urządzania grilla w szklarni pojawiają się ogromne strąki zawierające ciała będące dokładnymi kopiami Milesa, Becky i Beliceców. Dochodzą do wniosku, że śpiących mieszkańców miasta zastępuje się dokładnymi fizycznymi duplikatami, a oryginały się zabija. Bennell próbuje wykonać połączenie międzymiastowe z władzami federalnymi, ale operatorka telefoniczna twierdzi, że wszystkie linie są zajęte. Czując, że duplikaci przejęli linie telefoniczne Miles z Becky postanawia zwrócić się do swej pielęgniarki Sally, a Belicecowie jadą do sąsiedniego miasta po pomoc.
Widząc samochody przed domem Sally Miles zachowuje ostrożność. Dostrzega, że są zgromadzeni w środku są sobowtóry podmienionych ludzi. Miles i Becky orientują się, że wszyscy mieszkańcy Santa Mira zostali zastąpieni i ukrywają w gabinecie lekarskim i postanawiają nie zasnąć, by uniknąć podobnego losu. Z ukrycia widzą jak duplikaci wywożą strąki na okoliczne miejscowości w celu zasadzenia ich i zastąpienia nimi tamtejszych populacji. Do biura lekarza wkraczają sobowtóry Kauffmana i Jacka. Sobowtór Kauffmana wyjaśnia, że dryfujące po kosmosie nasiona wylądowały na polu rolnika i wyrosły z nich strąki reprodukujące na podobieństwo ludzi i wchłaniają oryginały, tworząc z nich kopie pozbawione wyższych uczuć. W ten sposób zamierzają stworzyć idealny świat bez problemów.
Miles i Becky sprzeciwiając światu pozbawionego indywidualizmu i emocji, ogłuszają obecnych w gabinecie strąkowych ludzi i uciekają. Próbują wtopić się w tłum, ale zdradzają się widząc psa wbiegającego na ulicę. Para ucieka z Santa Mira przed ścigającymi ich strąkowymi ludzi i ukrywa się w opuszczonej kopalni. Po chwilowym odpoczynku słysząc melodię, Miles idzie na przeszpiegi i odkrywa dużą farmę szklarniową z setkami strąków ładowanych na ciężarówki. Wycieńczona Becky pada ze zmęczenia i po chwili staje się duplikatem. Przerażony Miles ucieka na autostradę. Strąkowi ludzie rezygnują z pościgu wiedząc, że Milesowi nikt nie uwierzy. Ten gorączkowo próbuje ostrzec przejeżdżających kierowców o zagrożeniu. Po wysłuchaniu historii Milesa dr Hill podejrzewa go o psychozę. Do szpitala trafia kierowca ciężarówki wyciągnięty spod ładunku gigantycznych strąków. Dr Hill wzywa policję o zablokowanie dróg z Santa Mira, a następnie dzwoni do FBI ku uldze Milesa.

## Obsada
- Kevin McCarthy – doktor Miles J. Bennell
- Dana Wynter – Becky Driscoll
- King Donovan – Jack Belicec
- Carolyn Jones – Theodora „Teddy” Belicec
- Larry Gates – doktor Dan „Danny” Kauffman
- Virginia Christine – Wilma Lentz
- Jean Willes – pielęgniarka Sally Withers
- Ralph Dumke – komendant policji Nick Grivett
- Kenneth Patterson – Stanley Driscoll
- Guy Way – oficer Sam Janzek
- Bobby Clark – Jimmy Grimaldi
- Eileen Stevens – Anne Grimaldi
- Beatrice Maude – babcia Grimaldi
- Whit Bissell – dr Hill
- Richard Deacon – dr Bassett
- Tom Fadden – Ira Lentz
- Everett Glass – dr Ed Pursey
- Dabbs Greer – Mac Lomax
- Pat O’Malley – bagażowy
- Sam Peckinpah – gazownik Charlie